# Cantone di Guillon
Il Cantone di Guillon era una divisione amministrativa dell'arrondissement di Avallon.
È stato soppresso a seguito della riforma complessiva dei cantoni del 2014, che è entrata in vigore con le elezioni dipartimentali del 2015.
Comprendeva i comuni di:
- Bierry-les-Belles-Fontaines
- Cisery
- Cussy-les-Forges
- Guillon
- Marmeaux
- Montréal
- Pisy
- Saint-André-en-Terre-Plaine
- Sainte-Magnance
- Santigny
- Sauvigny-le-Beuréal
- Savigny-en-Terre-Plaine
- Sceaux
- Thizy
- Trévilly
- Vassy-sous-Pisy
- Vignes